# Гайак-д’Аверон
Гайа́к-д’Аверо́н (фр. Gaillac-d'Aveyron, окс. Galhac) — коммуна во Франции, находится в регионе Окситания. Департамент — Аверон. Входит в состав кантона Лессак. Округ коммуны — Родез.
Код INSEE коммуны — 12107.
Коммуна расположена приблизительно в 510 км к югу от Парижа, в 150 км северо-восточнее Тулузы, в 29 км к востоку от Родеза.

## Население
Население коммуны на 2008 год составляло 311 человек.
| 1962 | 1968 | 1975 | 1982 | 1990 | 1999 | 2008 |
| ---- | ---- | ---- | ---- | ---- | ---- | ---- |
| 447  | 467  | 430  | 379  | 342  | 328  | 311  |

## Экономика
В 2007 году среди 172 человек в трудоспособном возрасте (15—64 лет) 140 были экономически активными, 32 — неактивными (показатель активности — 81,4 %, в 1999 году было 73,9 %). Из 140 активных работали 124 человека (74 мужчины и 50 женщин), безработных было 16 (7 мужчин и 9 женщин). Среди 32 неактивных 10 человек были учениками или студентами, 16 — пенсионерами, 6 были неактивными по другим причинам.

## Достопримечательности
- Средневековый замок Люган. Памятник истории с 1986 года[3]
- Дольмен Саплу II. Памятник истории с 1995 года[4]
- Дольмен Ла-Верньет. Памятник истории с 1989 года[5]
- Дольмен Леспинас. Памятник истории с 1986 года[6]
- Церковь XVII века